# Religion au Sénégal
 (novembre 2023).
 (novembre 2023).
La mise en forme du texte ne suit pas les recommandations de Wikipédia : il faut le « wikifier ».
Les points d'amélioration suivants sont les cas les plus fréquents. Le détail des points à revoir est peut-être précisé sur la page de discussion.
- Les titres sont pré-formatés par le logiciel. Ils ne sont ni en capitales, ni en gras.
- Le texte ne doit pas être écrit en capitales (les noms de famille non plus), ni en gras, ni en italique, ni en « petit »…
- Le gras n'est utilisé que pour surligner le titre de l'article dans l'introduction, une seule fois.
- L'italique est rarement utilisé : mots en langue étrangère, titres d'œuvres, noms de bateaux, etc.
- Les citations ne sont pas en italique mais en corps de texte normal. Elles sont entourées par des guillemets français : « et ».
- Les listes à puces sont à éviter, des paragraphes rédigés étant largement préférés. Les tableaux sont à réserver à la présentation de données structurées (résultats, etc.).
- Les appels de note de bas de page (petits chiffres en exposant, introduits par l'outil «  Source ») sont à placer entre la fin de phrase et le point final[comme ça].
- Les liens internes (vers d'autres articles de Wikipédia) sont à choisir avec parcimonie. Créez des liens vers des articles approfondissant le sujet. Les termes génériques sans rapport avec le sujet sont à éviter, ainsi que les répétitions de liens vers un même terme.
- Les liens externes sont à placer uniquement dans une section « Liens externes », à la fin de l'article. Ces liens sont à choisir avec parcimonie suivant les règles définies. Si un lien sert de source à l'article, son insertion dans le texte est à faire par les notes de bas de page.
- La présentation des références doit suivre les conventions bibliographiques. Il est recommandé d'utiliser les modèles {{Ouvrage}}, {{Chapitre}}, {{Article}}, {{Lien web}} et/ou {{Bibliographie}}. Le mode d'édition visuel peut mettre en forme automatiquement les références.
- Insérer une infobox (cadre d'informations à droite) n'est pas obligatoire pour parachever la mise en page.

Pour une aide détaillée, merci de consulter Aide:Wikification.
Si vous pensez que ces points ont été résolus, vous pouvez retirer ce bandeau et améliorer la mise en forme d'un autre article.

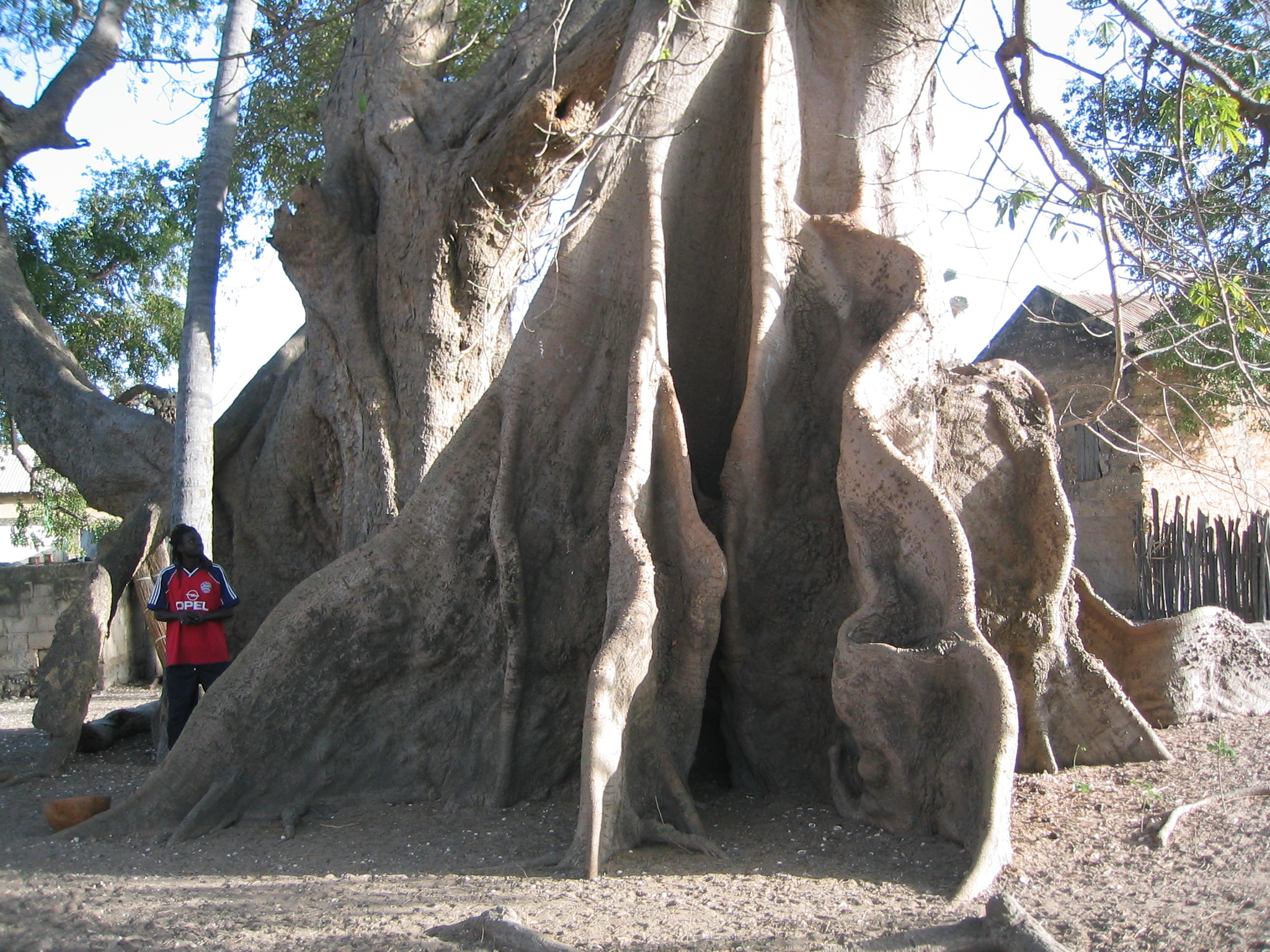
Mar Lodj : trois arbres entrelacés symbolisent les trois grandes croyances de l'île.

La religion au Sénégal occupe une place importante dans la culture et la vie quotidienne du pays.
Le Sénégal est un pays (de près de 18 millions d'habitants, diaspora non comprise, en 2022) où croyances et traditions se mêlent à la modernité, en syncrétisme.
La population sénégalaise est très majoritairement musulmane (96 %). Les chrétiens, principalement catholiques, représentent 3 %. Les croyances traditionnelles sont créditées de 1%, mais sont aussi souvent pratiquées par les croyants d'autres religions.
Le pays est réputé pour sa tolérance religieuse. Le Sénégal est un pays membre de l'Organisation de la coopération islamique.

## Religions

### Islam: > 90%
Le Sénégal est composé à plus de 94 % de musulmans (dans les années 2000-2020) et cette population pratique un islam sunnite fondé sur la théologie acharite, la jurisprudence malikite et le soufisme, représenté au Sénégal par les tariqa (confréries) suivantes : la Tijaniyya, le mouridisme, la Qadiriyya et la Layeniyya.
Une partie des populations est islamisée dès le XIe siècle : le commerce transsaharien s'accommode de trafic d'êtres humains.
Voir également Islam au Sénégal, Chiisme au Sénégal, Confréries musulmanes en Afrique de l'Ouest.
Plus récemment, le mouvement Naby-Allah a émergé et construit en 1992-1997 la mosquée de la Divinité à Ouakam (voir photo ci-contre).
- Mosquées au Sénégal, dont Grande Mosquée de Dakar, Grande Mosquée de Diourbel, Grande Mosquée de Touba, etc.

#### Layeniyya
La Layeniyya est une confrérie musulmane basée sur le mahdisme. C'est l'une des confréries soufies du Sénégal, originaire de Yoff, village lébou devenu l'une des communes de l'arrondissement de Dakar. Son fondateur est Seydina Limamou Laye (Limamou Thiaw, 1843-1909). Il a commencé sa prédication le 24 mai 1883, à l'âge de 40 ans, se présentant comme l'imam des « Bien Guidés » ou « imamoul Mahdi ». Il a enseigné et a prêché la droiture et un culte religieux « propre et sincère », débarrassé des traditions qu'il jugeait non conformes à l'islam.

#### Tijaniyya
La Tijaniyya (Tarîqah Tijâniyyah) est la plus importante confrérie soufie du Sénégal. Considérée comme le symbole de la tidiany au Sénégal cheikh Oumar al Foutiyou Tall RTA a combattu et réussi à étendre l’islam et la tidiany en Afrique noire et disparu mystérieusement dans les grottes à Déguembéré (à 19 km de Bandiagara).
Au Sénégal, la Tijaniyya a pour principale ville sainte Tivaouane (près de Thiès) où élut domicile le guide El Hadji Malick Sy (1855-1922), qui répandit un enseignement pacifiste, et où séjourna Mame el Hadji Abdoulaye Niasse (1848-1922).
Il y a aussi Thiès, où le guide Elhadji Ahmadou Barro Ndieguene (1825-1936) a éclairé les ténèbres qui enveloppaient cette cité qui était jadis le lieu de rencontre des débauchés, des consommateurs de boissons enivrantes. À la suite de son excellent exemple de piété et de dévotion, il a transformé les habitants en hommes de Dieu.
Il y a Sokone avec El Hadji Amadou Dème (1895-1973). Kaolack est aussi une ville importante car étant le siège du guide Ibrahim Niasse (Baye Niass, 1900-1975) qui répandit lui aussi un enseignement pacifiste.
Le premier empire colonial français (1534-1815), avec commerce triangulaire, commerce des esclaves (et colonisation des côtes, estuaires et fleuves) est remplacé par le second empire colonial français (1815-1946). Le partage de l'Afrique (surtout 1880-1914) entre puissances coloniales se fait par la colonisation des territoires, à quoi s'opposent globalement les populations et leurs institutions, dont l'Empire toucouleur (1848-1893), l'Empire du Macina (1818-1862), l'Empire du Djolof, les royaumes du Boundou (1660-1890), de Galam, du Waalo (1287-1855), du Fouta-Doro (850c-1881), du Cayor (1549-1886), du Sine (1350-1969), Émirat de Trarza (en) (1640-1902), et autres anciens royaumes au Sénégal. Dans ce contexte, le développement des confréries (expansion de l'islam / expansion du christianisme / religions traditionnelles africaines) participe à la résistance contre les pouvoirs coloniaux en même temps qu'à des luttes internes entre royaumes, ethnies, chefferies. C'est toute l'histoire du Sénégal et de l'Afrique de l'Ouest au XIXe siècle.
Les premiers propagateurs de la Tijaniyya sont Oumar Tall (1794/97-1864) qui essaie de mener une guerre sainte (1852-1864, dont le siège du fort de Médine en 1857 et la bataille de Fandane-Thiouthioune en 1867) contre les Français, et Mouhamadou Hamé Bâ, qui se déclare par la suite comme le Mahdi attendu et dont Cheikh Tidiane Cherif l'affirme son disciple, et qui reçoit son initiation à la tariqa, en même temps que Oumar Tall, son condisciple et gendre, des mains de Abdoul Karim Diallo, ceci vers 1820. À sa disparition, son fils aîné Cheikhou Ahmadou BA engage la guerre sainte, manifestée par plus de vingt batailles contre les colonisateurs et les ceddos imposant leur pouvoir aux "baadolo", il fait appel à Amary Ngoné Ndack Seck (1831-1894), d'origine chérifienne comme lui, et qui fonde Thiénaba Seck en 1882, après la guerre sainte. Ils opposent une résistance jamais vue aux colons jusqu'à la bataille de Samba Sadio le 11 février 1875, où ils sont vaincus par une coalition composée des Français, de Lat Dior (1842-1886), d'Alboury Ndiaye (1847c-1901) et d'autres rois ceddos.
D'après le dernier recensement général de la population sénégalaise (en 2002), environ 60 % des Sénégalais sont membres de la Tijaniyya, qui est donc la confrérie la plus représentée dans le pays.

#### Mouridiyya
Les mourides constituent l'une des confréries importantes, la plus importante confrérie soufie née en Afrique subsaharienne. Le centre religieux des mourides est Touba où se trouve l'une des plus grandes mosquées d'Afrique, la Grande Mosquée de Touba. Le fondateur de la confrérie est le marabout Ahmadou Bamba (1853 - 19 juillet 1927). Le pouvoir colonial français lui créa moult problèmes. Chaque année, les mourides commémorent l'exil de Bamba : c'est le Magal, célébré dans la ville sainte de Touba et qui rassemble chaque année plus de trois millions de pèlerins.
Les mourides constituent environ 28 % de la population sénégalaise[réf. nécessaire].

#### Qadiriyya
La Qadiriyya, confrérie soufie la plus ancienne fondée par le mystique soufi Abd al Qadir al-Jilani au XIIe siècle, atteint le Sénégal au cours du XVIIIe siècle. Cheikh Saad Bouh (1848-1917) a participé à son expansion au Sénégal.
Les xaadir sont environ 6 % au Sénégal.[réf. nécessaire]

#### Hamalayya
La Hamallayya (en) est une confrérie dissidente de la Tijaniyyah, apparue vers 1900, active en 1920-1940 en Afrique de l'Ouest, supprimée, mais avec quelques survivances.

#### Minorités
Le Sénégal connaît aussi de très faibles effectifs de Baha'is (Bahaïsme), et des Ahmadis (Ahmadisme), deux courants réformateurs, ou en dissidences, de l'Islam, surtout dans les grands centres urbains, comme Dakar, Thiès, ou Saint-Louis.

#### Autres
Le mouvement Naby Allah naît à la suite de l'appel du 6 mars 1977 de Mohamed Seni Gueye dit « Sangabi ». Au-delà des appartenances confrériques, il vise à régénérer un Islam de paix dans la société démocratique moderne.

### Christianisme: <5%

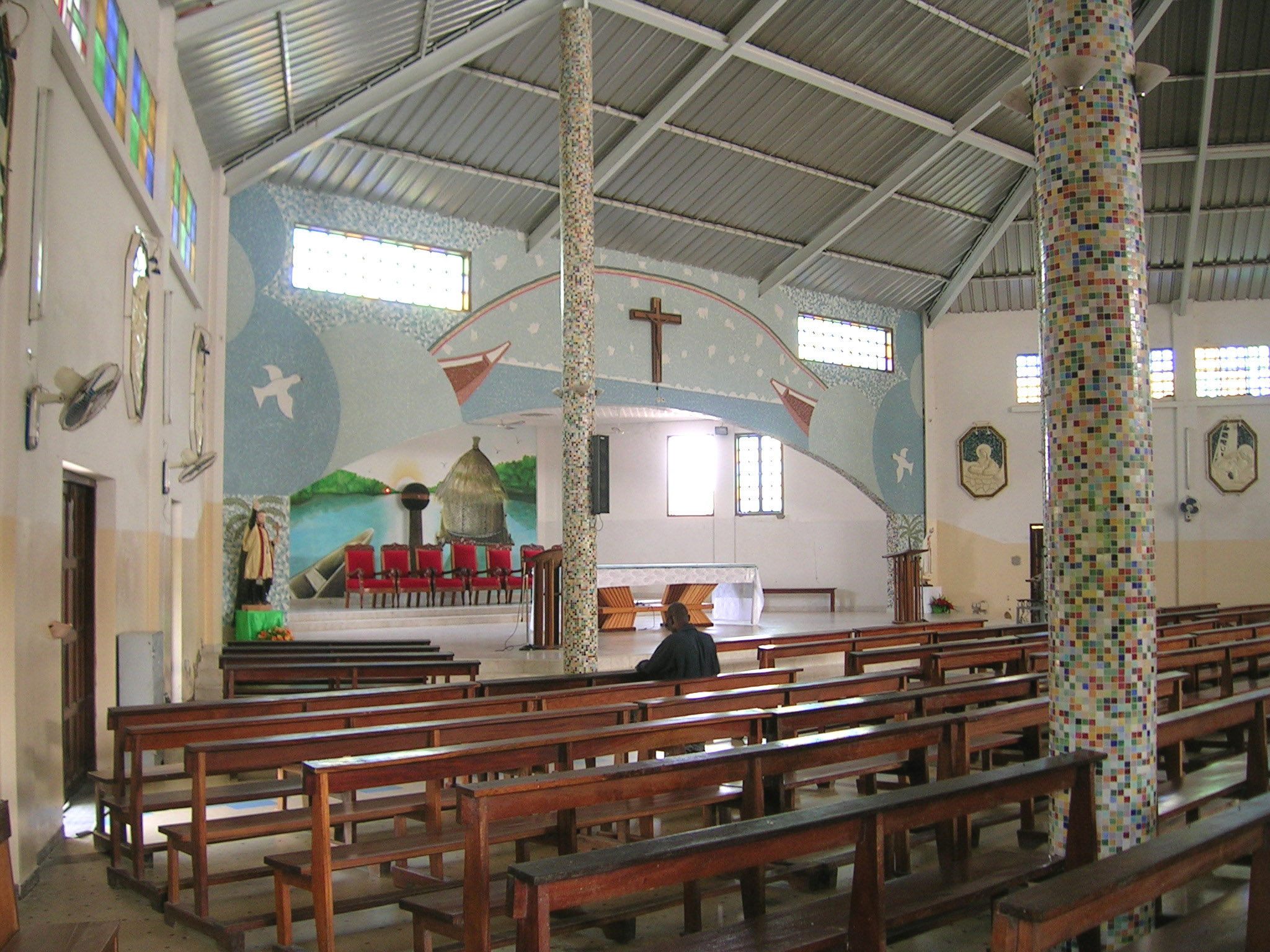
L'église de Fadiouth.

- Cadre : christianisme en Afrique, catholicisme en Afrique, christianisme et colonialisme (en)
- Parmi les ordres missionnaires catholiques : Société des missions africaines, Rédemptoristes, Pères blancs
- Parmi les missionnaires réformés : Société des missions évangéliques de Paris (SMEP), Communauté d'Églises en mission (1971)
- Parmi les inventions africaines : églises d'institution africaine

Au temps de la colonie du Sénégal, l'évangélisation (en dehors de la population européenne et métisse des forts et comptoirs) ne semble pas avoir été une priorité pour les compagnies coloniales françaises (compagnie normande  (1626-1659), compagnie du Cap-Vert et du Sénégal (1658-1664), compagnie française des Indes occidentales (1664-1674), compagnie du Sénégal (1673), Grou et Michel (1748)) ou étrangères (Casa da Guiné (1455), compagnie néerlandaise des Indes occidentales (1621-1674, 1675-1795), compagnie des aventuriers d'Afrique (1661-?), Royal African Company (1672-1752), African Company of Merchants (1752-1821)).
Le christianisme se développe surtout au XIXe siècle, puis à l'époque des quatre communes (Saint-Louis, Gorée, Rufisque et Dakar).
Le système éducatif au Sénégal commence avec l’École mutuelle de St Louis (1816), l'École des otages (1847) et les écoles de Podor, Sedhiou, Dagana, Bakel, Dakar Louga, Rufisque, Matam (1857-95).

#### Catholicisme
L'Église catholique au Sénégal (en) (300 000 catholiques revendiqués, dans les années 2000-2020), principalement au sud du pays en Casamance, en pays sérère et dans les principales villes du Sénégal : Dakar, Thiès, Saint-Louis (Cathédrale Saint-Louis de Saint-Louis-du-Sénégal).
Le Sénégal s'organise en sept diocèses, dont le plus important est l'archidiocèse de Dakar, avec la Cathédrale du Souvenir africain de Dakar (1936, père Daniel Brottier, fondateur des orphelins apprentis d'Auteuil).
Popenguine est un lieu de pèlerinage réputé.
Inaugurée en 1963 par le président Léopold Sédar Senghor, l'Abbaye de Keur Moussa est célèbre dans le monde entier pour sa créativité musicale.
La première chapelle catholique aurait été établie par les Portugais à Gorée en 1481. En 1621 existe encore une église portugaise à Ziguinchor, sans doute due au jésuite João Delgado.
La première préfecture apostolique est le diocèse de Saint-Louis du Sénégal (1763), issu du diocèse de Funchal (1514), issu du diocèse du Maroc (1469). La préfecture apostolique des deux Guinées et Sénégambie (1842) devient vicariat apostolique de Sénégambie (1863), à l'origine du diocèse de Dakar (1936) puis de l'archidiocèse de Dakar (1955). Viennent ensuite les diocèses de Kaolack, Kolda, Tambacounda, Thiès (1969), Ziguinchor (1939).
La cathédrale Saint-Louis de Saint-Louis-du-Sénégal (1827-1828) et la cathédrale du Souvenir africain de Dakar (1936)
cathédrale Saint-Antoine-de-Padoue de Ziguinchor comptent parmi les édifices religieux remarquables, avec l'église Saint-Charles-Borromée de Gorée (1830), la cathédrale Sainte-Anne de Thiès, l'abbaye de Keur Moussa (1963), l'abbaye de Keur Guilaye (1967) et la basilique Notre-Dame-de-la-Délivrande de Popenguine (1988).
- Parmi les séminaires : séminaire Saint Paul de Ndiaffate (Kaolack), séminaire Jean Marie Vianney de Brin (Ziguinchor), séminaire François Libermann de Sambam (Sébikhotane), petit séminaire Saint-Joseph de Ngazobil (Mbour), moyen séminaire du Collège Saint Gabriel (Thiès)
- Conférence épiscopale régionale de l'Afrique de l'Ouest (CERAO-F, 2012), Conférence des Églises de toute l'Afrique
- Université catholique de l'Afrique de l'Ouest (2000)

#### Autres confessions chrétiennes
Le protestantisme est également représenté avec, entre autres, l'Église protestante du Sénégal. L'anglicanisme est également présent.

### Autres croyances
- Les animistes sont respectés car ils détiennent des connaissances ancestrales très fortes. Les Sénégalais pratiquent plus ou moins ces anciennes croyances par de petits remerciements ou demandes de protection en versant de l'eau, du lait au pied d'un arbre ou plus souvent au pied d'un baobab, surnommés « la maison des esprits ». De fait, ces croyances et pratiques cohabitent durablement avec des croyances et pratiques musulmanes (principalement).
- Le judaïsme survit avec environ 50 croyants, après plusieurs siècles d'histoire des Juifs au Sénégal (en), dont témoignent quelques toponymes ou patronymes à Bani Israël, Joal-Fadiouth ou Sébikotane.

#### Religions traditionnelles autochtones
- Religions traditionnelles africaines, Animisme
- Religion sérère, Mythe de la création des peuplades sérères de la Sénégambie, Saltigué, Xooy, rite Ndut, Persécutions des Sérères
- Mythologie niasse, des Diolas (de Casamance), Kumpo, Samay, rite Boukout

#### Histoire
- Sénégambie, Histoire du Sénégal, Histoire de la Gambie
- Empire du Djolof (1350-1459), Royaume du Sine (1350-1969), Royaume du Saloum (1493-1969), Royaume du Cayor (1549-1886) et autres anciens royaumes au Sénégal
- Droits de l'homme au Sénégal, Conflit en Casamance (depuis 1982)

#### Généralités
- (en) T. Falola et B. Adediran (sous la direction de), Islam and Christianity in West Africa, Ile-Ife, The University of Ife Press, 1983, 137 p.
- (en) Peter A. Mark, A Cultural, Economic and Religious History of the Basse Casamance since 1500, Stuttgart, Franz Steiner Verlag, Wiesbaden, 1985, XII-136 p. (thèse)
- (fr) Michèle Baginski, L'imagerie religieuse au Sénégal, Université des Sciences humaines, Strasbourg, 1982, 186 p. (thèse de 3e cycle)
- Seydou Nourou Sall, Religions et presse au Sénégal : débat sur la laïcité, Université Michel de Montaigne-Bordeaux III, 2009, 431 p. (thèse de doctorat de Sciences de l'information et de la communication)

#### Islam
- (de) Hanspeter Mattes, Die islamistische Bewegung des Senegal zwischen Autonomie und Aussenorientierung : am Beispiel der islamistischen Presse "Études Islamiques" und "Wal Fadjri", Hambourg, Ed. Wuqûf, 1989, 103 p.  (ISBN 3-924577-07-2)
- (de) Roman Loimeier, Säkularer Staat und islamische Gesellschaft : die Beziehungen zwischen Staat, Sufi-Bruderschaften und islamischer Reformbewegung in Senegal im 20. Jahrhundert, Münster, Hambourg, Londres, 2001, 479 p.  (ISBN 3-8258-5039-0) (d'après un travail universitaire soutenu à Bayreuth en 2000)
- (en) Mamadou Diouf et Mara A. Leichtman (dir.), New perspectives on Islam in Senegal : conversion, migration, wealth, power, and femininity, Palgrave Macmillan, New York, 2009, 285 p.  (ISBN 978-0-230-60648-7)
- (en) T. Hunter, The development of an Islamic tradition of learning among the Jahanke of West Africa, Chicago, University of Chicago, 1978 (thèse)
- (en) Martin A. Klein, Islam and Imperialism in Senegal, Sine-Saloum, 1847-1914, Stanford University Press et Edimbourg, 1968, XVIII + 285 p.
- (en) Frances Anne Leary, Islam, Politics and Colonialism. A political History of Islam in the Casamance Region of Senegal (1850-1914), Evanston, Northwestern University, 1969, XIII + 281 p. (thèse)
- (en) Leonardo Alfonso Villalon, Islamic Society and State Power in Senegal: Disciples and Citizens in Fatick, Cambridge University Press, 2006 (nouvelle édition), 359 p.  (ISBN 0521032326)
- Omar Ba, Le rôle des chefs islamiques dans le développement de la culture araboislamique dans le bassin du fleuve Sénégal, Paris, Université de Paris IV, 1986 (thèse de 3e cycle)
- Catherine Camus, Iconographie Islamique au Sénégal, Paris, Université de Paris VII, 1983, 100 p. (mémoire de maîtrise)
- Christian Coulon, Pouvoir maraboutique et pouvoir politique au Sénégal, Paris, Université de Paris, 1976, 2 vol., 594 p. (Thèse d’État, remaniée et publiée en 1981 sous le titre Le marabout et le prince. Islam et pouvoir au Sénégal, Paris, Pedone, XII-317 p.)
- Sidi Mouhamed Diop Sall, Muhammad SacTdu Ba et son expérience religieuse à Madina Gounasse, Dakar, Université de Dakar, 1984, 121 p. (mémoire de maîtrise)
- Mamadou Lamine Gassama, Tradition musulmane et société sénégalaise. Analyse anthropologique, Dakar, Université de Dakar, 1984, 101 p. (mémoire de maîtrise)
- El Hadj Rawane Mbaye, Contribution à l’étude de l’islam au Sénégal, Dakar, Université de Dakar, 1973, IV+210 p. (mémoire de maîtrise)
- Mohamed Chams Eddine Ndoye, Maures et Sénégalais vus à travers l’Islam, Dakar, Université de Dakar, 1973, 106 p. (mémoire de maîtrise)
- Mbaye El Hadj Rawane, L’Islam au Sénégal, Dakar, Université de Dakar, 1976, 634 p. (thèse de 3e cycle)
- Toba Haidara Diagne, Contribution à l’étude de l’Islam au Sénégal : la confrérie Kuntiyu de Njaasaan. 1884-1914, Dakar, Université de Dakar, 1985, 98 p. (mémoire de maîtrise)
- Sékou Sagna, L’Islam et la pénétration coloniale en Casamance, Dakar, Université de Dakar, 1983, 346 p. (thèse de 3e cycle)
- Yankhoba Sène, L’islam et le Walaf au Sénégal, Dakar, Université de Dakar, 1972, 105 p. (mémoire de maîtrise)
- Mahamet Timéra, Religion et vie sociale : le renouveau islamique au Sénégal, Dakar, Université de Dakar, 1985, 100 p. (mémoire de maîtrise)

#### Christianisme
- (en) P. B. Clarke, West Africa and Christianity, Londres, Edward Arnold Ltd, 1986, 271 p.
- Joseph-Roger de Benoist, Histoire de l'Église catholique au Sénégal : Du milieu du XVe siècle à l'aube du troisième millénaire, Karthala, Paris, 2008  (ISBN 2845868855)
- Michel Dione, Le problème des missions catholiques en Basse Casamance de 1886 à 1930, Dakar, Université de Dakar, 1981, 107 p. (mémoire de maîtrise)
- Michel Dione, Le Christianisme au Sénégal, des origines à l’Indépendance, Dakar, Université de Dakar, 1982, 23 p. (Diplôme d’Études Approfondies)
- J. Faure, Histoire des missions et églises protestantes en Afrique occidentale des origines à 1884, Yaoundé, Éditions Clé, 1978, 363 p.
- Diégane Sène, L’Église de Mission en Pays Sérère du Sine-Saloum et du Baol (1850-1914), Lyon, Université de Lyon III, 1986, 213 p. (mémoire de maîtrise)
- Michèle Baginsky Strobel, L’imagerie religieuse au Sénégal, Strasbourg, Institut d’Ethnologie, 1982, 186 p. + illustrations (thèse de 3e cycle)
- Gérard Roche, La société des missions évangéliques de Paris au Sénégal de 1863 à 1883, Paris, Université de Paris VII, 1981, 40 p. (Diplôme d’Études Approfondies)
- Roche Gérard, La société des missions évangéliques de Paris au Sénégal de 1863 à 1914. Une expérience sans lendemain, Paris, Univ. de Paris VII, 1984, 312 p. + XXXV p. (thèse de 3e cycle)
- Jacqueline Trincaz, Colonisations et religions en Afrique noire. L’exemple de Ziguinchor, Paris, L’Harmattan, 1981, VIII + 360 p. (thèse de 3e cycle publiée)

#### Croyances traditionnelles
- Marguerite Dupire, « Les "tombes de chiens" : mythologies de la mort en pays Serer (Sénégal) », Journal of Religion in Africa, 1985, vol. 15, fasc. 3, p. 201-215

### Filmographie
- Njangaan, documentaire de Mahama Johnson Traoré, Médiathèque des Trois Mondes, Paris, 1975, 100 min (DVD + livret)